# 朱依谆
朱依谆，澳门科技大学药学院首任院长、复旦大学兼职讲座教授，主要研究方向为心脑血管、炎症免疫保护机制和新药开发。朱依谆曾入选中国教育部长江学者特聘教授、还担任过中国国家重大科学研究计划（973）首席科学家、国家重大新药创制大平台负责人、国家药典委员会委员。

## 生平
朱依谆曾获得上海交通大学医学院医学学士学位，并在德国海德堡大学医学院获得博士学位。曾任复旦大学药学院院长近10年。

## 兼职
朱依谆兼任国际天然产物协会（ISDNP）主席、中国高等医学教育学会药学教育研究会副理事长等职。